# Glochidion ferdinandi
Espèce
Classification phylogénétique
Glochidion ferdinandi, appelé communément arbre à fromages, est une espèce de plantes à fleurs du genre Glochidion et de la famille des Phyllanthaceae.

## Description
Glochidion ferdinandi est un arbuste ou un petit arbre ligneux jusqu'à 8 mètres, bien que atteignant parfois 30 m, avec une écorce feuilletée gris brunâtre.
Ses feuilles sont elliptiques simples, disposées en alternance, mesurent de 3 à 10 cm de long et 1,5 à 4 cm de large ; l'espèce peut être partiellement décidue en hiver.
La floraison peut avoir lieu à n'importe quel moment de l'année. Glochidion ferdinandi a des fleurs femelles et des fleurs mâles, que l'on trouve par groupes de trois. Les deux sexes sont jaune-vert. Les fleurs mâles mesurent environ 7 mm et la femelle, 5 mm de diamètre.
La caractéristique la plus notable est le petit fruit en forme de citrouille, d'abord vert avant de virer au blanc et au rose. Divisés en segments dans le sens radial, ils finissent par se fendre pour donner des graines rouge vif de 5 mm de novembre à avril.
Glochidion ferdinandi peut vivre 60 ans ou plus. Les graines prennent 1 à 4 mois pour germer.

## Distribution
Glochidion ferdinandi se trouve dans l'est de l'Australie, du sud-est de la Nouvelle-Galles du Sud, à Ulladulla, au nord du Queensland.
Elle pousse dans les forêts tropicales humides et les forêts sclérophylles, à la fois dans les sols argileux et sableux. Elle peut être associé à des espèces telles que Eucalyptus botryoides, Eucalyptus longifolia, Eucalyptus tereticornis, Eucalyptus eugenioides, Casuarina glauca et Allocasuarina portuensis. Elle grandit avec Syzygium paniculatum, Melaleuca quinquenervia et des espèces de Rhodomyrtus.

## Écologie
Les fruits sont consommés par des oiseaux comme le sphécothère de Vieillot, le méliphage de Lewin, le loriot sagittal, le pigeon leucomèle, le carpophage à double huppe, le phasianelle brune, la perruche royale. Le Grand Réveilleur mange aussi le fruit, mais le régurgite, tandis que le loriquet arc-en-ciel mange la nouvelle végétation feuillue.
La feuille sert également de nourriture aux chenilles de Candalides helenita et de Arhopala micale. La coccinelle Scymnodes lividigaster se nourrit du puceron Aphis eugeniae qui se nourrit de Glochidion ferdinandi.
Glochidion ferdinandi dépend vraisemblablement de la pollinisation des papillons Epicephala, notamment Epicephala colymbetella, comme d’autres espèces d’arbres du genre Glochidion. Les papillons adultes pondent également des œufs à l'intérieur des fleurs, les chenilles consomment ensuite un sous-ensemble de graines en développement dans le fruit.

## Culture
C'est une espèce pionnière facile à cultiver, utile pour la régénération des arbustes et l'aménagement paysager naturel des zones dont il est originaire. L'espèce peut coloniser les zones perturbées et est une plante à croissance rapide. Les plantes ont besoin d'eau en abondance mais s'adaptent à une grande variété de sols et de soleil ou d'ombre. Elle peut être cultivée comme plante d'intérieur dans une position ensoleillée.

## Utilisation
Les fruits secs, qui ressemblent à des citrouilles miniatures, sont vendus sous le nom de "putka pods".